# المكتبة الوطنية السويدية

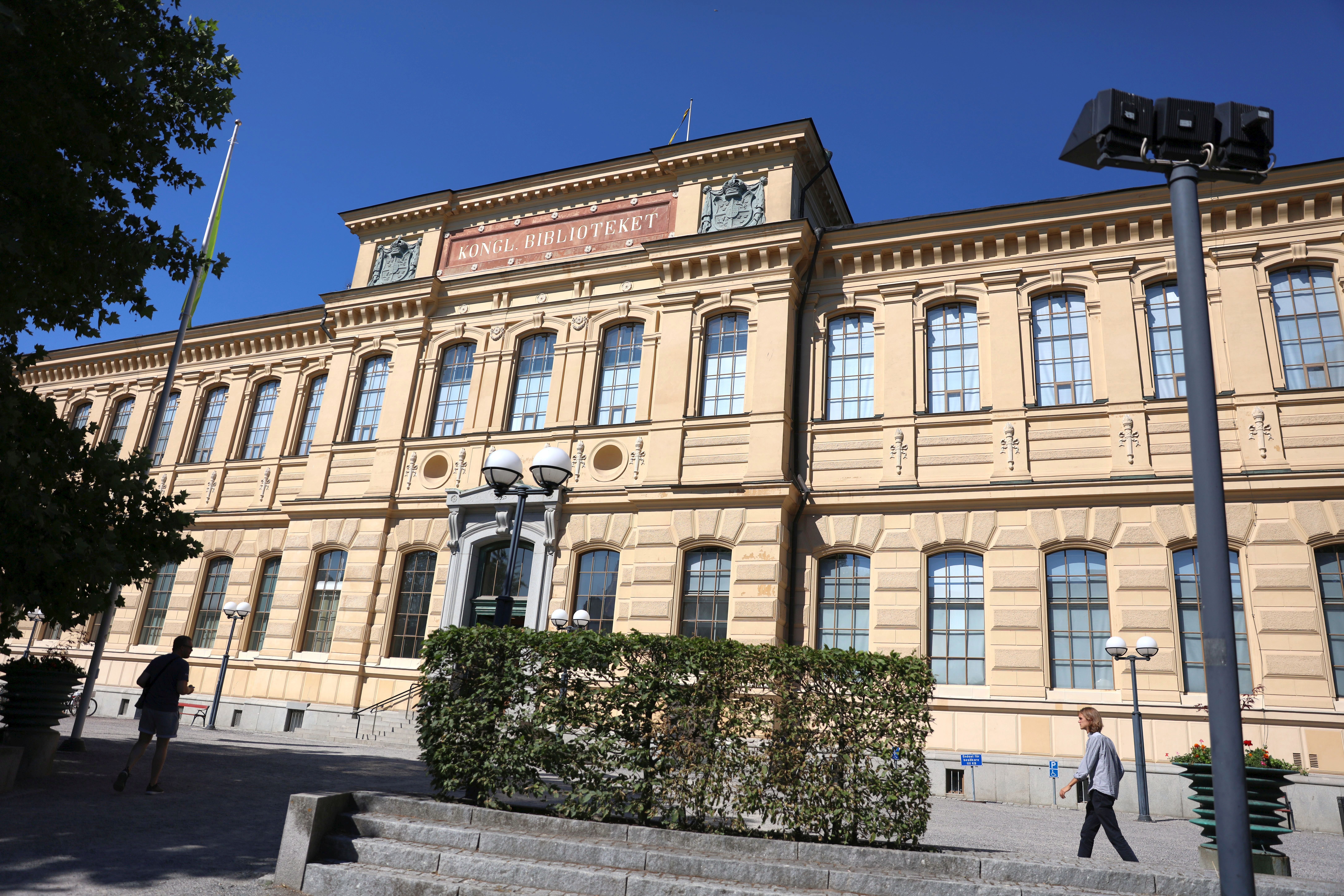
المكتبة الوطنية السويدية

المكتبة الوطنية السويدية (بالإنجليزية: National Library of Sweden)‏ هي مكتبة وطنية ذات ملكية عامة. تقع في ستوكهولم في السويد، تأسست عام 1661.

## الزوار
إن محفوظات المكتبة الوطنية متاحة للجميع لكن الزوار بالدرحة الأولى هم من الطلاب والأساتذة والباحثين. لايُسمح بإعارة موجودات المحوفظات السويدية خارج المكتبة، يجب أن تقرأ الكتب والمخطوطات الأخرى في إحدى صالات القراءة في المكتبة. جميع الكتب موجودة في مخازن حفظ ويجب طلبها كي يتم جلبها.

## مكتبة للابحاث
المكتبة الوطنية هي أيضاً واحدة من مكتبات الأبحاث الرائدة في أوروبا في مجال العلوم الأنسانية، لهذا تشتري المكتبة أدبيات البحوث الأجنبية الحديثة ضمن مجالات الآثار، والتاريخ، والأدب والفن

## وصلا خارجية
- ملف عن المكتبة جريدة البيان ملحق كتب